# Бесни Фок
Бесни Фок је приградско насеље у Београду и поднасеље Падинске Скеле. Налази се у Градској општини Палилула, у банатском делу Београда, на Зрењанинском путу, а удаљено је 27 km од центра града.

## Опште информације
Насеље је основао Пољопривредни комбинат Београд, парковски је уређено са засебним водоводом и канализацијом тотално независно од Београда, окружено зеленилом у виду шумског појаса ради заклона од јаких удара кошаве. У насељу се налази основна школа „Олга Петров“ и вртић, два кошаркашка терена и два фудбалска терена као и терен за мали фудбал и одбојку.
Налази у северном, банатском делу општине, 28 километара северно од центра Београда. Изграђен је на Беланошком каналу у Панчевачком риту, између Дунава и Тамиша. Бесни Фок се налази на Зрењанинском путу који повезује Београд са Зрењанином. У насељу постоје два језера.
Име потиче од српске речи бесни и старе немачке речи фок што значи канал, па је насеље названо дивљим каналом због локалног канала који је неконтролисано поплавио то подручје.
Упркос томе што је мало, Бесни Фок је прилично познато насеље у остатку Београда. Познато је и због лоше комуналне инфраструктуре коју има, али и због свог необичног имена и популарности које је стекао као рибарско одмаралиште.
Од 1967. године Бесни Фок је локација традиционалног Првомајског уранака  прославе 1. маја, Празника рада. Традиционално се обележава уз велику логорску ватру и низ спортских активности, укључујући трке у врећама, футсал, надвлачење конопца, рукометне и фудбалске утакмице итд.
Насеље има свој фудбалски тим „ФК Пионир“. Фудбалер Саша Ћурчић одрастао је у Бесном Фоку.
Дана 15. септембра 2024. године уведен је ГПП линија 102П, која пролази кроз насеље.

### Прелив
Поднасеље Прелив у оквиру Бесног Фока има око 60 кућа, а удаљено 2,5 до 5 километара од Бесног Фока. Комунална ситуација је још гора него у остатку Бесног Фока јер практично нема водовод, путеве па чак ни продавнице, па је од 60 кућа 2012. године половина била без станара. Основна школа је затворена крајем 1970-их, а магистрални пут је асфалтиран тек 2007. Једина привредна делатност у насељу је пољопривреда, што га чини ретким чисто руралним подручјем јер је већина суседних насеља оријентисана на пољопривредну индустрију.
Назив прелив потиче од српске речи за преливање.

## Историјат
Од касног 19. века ово подручје је било повремено насељено, углавном Мађарима и Немцима. Тридесетих година 20. века ископано је неколико канала за одводњавање, што је исушило простор и омогућило трајно насељавање. Први радови на изградњи почели су 1947. године, а први насељеници су дошли 1948. Настанак и будући развој Бесног Фока био је уско везан за Комбиновано пољопривредно предузеће Београд (ПКБ Београд).
Првобитно насеље се састојало од барака, касније од бетонских и зиданих кућа, док су правилне стамбене зграде подигнуте средином 1970-их. До седамдесетих година 20. века Бесни Фок је статистички био посебно насеље, али је потом припојен Падинској Скели, која се налази 9 км јужније, и постао његов крај, иако не чине једно континуирано насељено подручје.
Док је било засебно насеље, према званичним пописима, Бесни Фок је имао 946 становника 1961. године и 977 1971. године. Процењено је да је 2015. године имао око 1.000. становника.